# Nemoria zelotes
Nemoria zelotes är en fjärilsart som beskrevs av Ferguson 1969. Nemoria zelotes ingår i släktet Nemoria och familjen mätare. Inga underarter finns listade i Catalogue of Life.